# دوغلاس أونغر
دوغلاس أونغر (بالإنجليزية: Douglas Unger)‏ (27 يونيو 1952، موسكو في الولايات المتحدة)؛ روائي أمريكي.